# Нерегулярні менструації
Нерегулярна менструація — порушення менструального циклу, прояви якого включають нерегулярну тривалість циклу, а також метроррагію (вагінальну кровотечу) між очікуваними періодами. Причини нерегулярних менструацій можуть бути різними. Загальні фактори ризику виникнення цього синдрому пов'язані зі способом життя, наприклад, стрес, маса тіла та статус курця. Кілька досліджень показують, що вакцина проти COVID-19 будь-якого типу може порушити менструальний цикл, хоча лише на мить. Цей побічний ефект має зникнути сам по собі протягом наступного місяця.

## Нерегулярні цикли чи періоди
Нерегулярні цикли або нерегулярні періоди — це ненормальна зміна тривалості менструальних циклів. Жінка зазвичай відчуває коливання тривалості циклу до 8 днів між найкоротшою і найдовшою тривалістю циклу. Тривалість від 8 до 20 днів вважається помірковано нерегулярною. Зміна 21 дня і більше вважається дуже нерегулярною.
Альтернативно один менструальний цикл може бути визначений як нерегулярний, якщо тривалість становить менше 24 днів або більше 38 днів. Якщо вони регулярно коротші, ніж 21 день або довше, ніж 36 днів, стан називається поліменорея або олігоменорея.
Крім того, нерегулярні менструації поширені у підлітковому віці. Регулярний менструальний цикл може встановлюватись протягом року після менструації. Тим не менш, інші дослідження показують, що може знадобитися від 2 до 7 років, щоб встановити регулярність після перших менструацій.

## Інші типи
Інші типи умов, які можуть бути названі «нерегулярною менструацією», включають:
- Метроррагія, яка зазвичай відноситься до вагінальної кровотечі, відбувається між очікуваними менструальними циклами[13]. Різниця між нерегулярною довжиною циклу та метроррагією не завжди зрозуміла. Це може залежати від того, чи розглядається кровотеча як позначення менструального періоду (віддаючи перевагу терміну «нерегулярні цикли») або окремо від нього (схвалюючи термін «метроррагія»).
- Олігоменорея зазвичай відноситься до нечастих менструацій. Більш строго, це менструальні періоди, що відбуваються з інтервалами більше 35 днів, з чотирма-дев'ятьма періодами в році[7]. Менструальні періоди повинні регулярно встановлюватися до розвитку нечастого кровотоку і часто (але не завжди) з нерегулярними інтервалами. На відміну від «нерегулярних циклів», інтервал між одним циклом і наступним може бути постійним, але може розглядатися як «нерегулярний», в порівнянні з довжиною циклу у жінки без олігоменореї. Жінки з олігоменореєю часто мають нерегулярні цикли.
- Поліменорея — це медичний термін для циклів з інтервалом 21 день або менше. Її можна розглядати як протилежність олігоменореї.

## Причини
Причинами нерегулярної менструації є:
- Стрес;
- Значна втрата чи набір ваги;
- Надмірні фізичні вправи із втратами жирової тканини;
- Супутні гінекологічні захворювання (ендометріоз, запальні процеси у малому тазу, рак матки чи яєчників, синдром полікістозних яєчників, первинна недостатність яєчників);
- Гормональні порушення (гіпотиреоз, гіпотиреоз);
- Деякі ліки;
- Ускладнення вагітності і грудного вигодовування.

## Діагностика
Діагностика нерегулярної менструації включає в себе:
- Медичний огляд, збір історії хвороби;
- УЗД органів малого тазу;
- Біопсія ендометрію;
- Гістероскопія.

## Лікування
Залежно від причини нерегулярної менструації, лікар може призначити:
- Гормональну терапію;
- Антибіотики (за наявності інфекційного запалення);
- Агоністи гонадотропін-рилізинг-гормону (якщо причиною є міома матки);
- Транексамова кислота(при кровотечах);
- Знеболювальні препарати
- Хірургічне втручання.

## Профілактика
До профілактичних заходів можна віднести:
1. Дотримання здорового способу життя;
2. Достатній відпочинок;
3. Споживання поживної їжі;
4. Регулярні медичні огляди;
5. Зменшення інтенсивності тренувань.